# Michele Alboreto
Michele Alboreto (ur. 23 grudnia 1956 w Mediolanie, zm. 25 kwietnia 2001 na torze Lausitzring, w pobliżu Chociebuża) – włoski kierowca wyścigowy, kierowca Formuły 1 w latach 1981–1994.

## Kariera
Rozpoczął karierę w 1976 roku we własnoręcznie zaprojektowanym bolidzie. Pojazd nazwany został CMR i brał udział w wyścigach Formuły Monza. Alboreto nie osiągnął tam jednak sukcesów.
W 1978 przeniósł się do Formuły 3, a rok później ukończył mistrzostwa włoskiej edycji na trzecim miejscu. W 1980 roku dostał się do Europejskiej Formuły 3, jednocześnie biorąc udział w wyścigach wytrzymałościowych dla Lancii. W 1981 roku wygrał tytuł mistrza w Europie, co spowodowało jego awans do zespołu Formuły 2 – Minardi. Podtrzymując swoje powiązania z Lancią wygrał Sześć Godzin Watkins Glen razem z Riccardo Patrese. Michele odniósł jedyne zwycięstwo w historii Minardi w Formule 2 na torze Misano. Alboreto zadebiutował w F1 podczas Grand Prix San Marino w 1981. Jeździł w zespole Tyrrell. W tej stajni wyścigowej Włoch dał ostatnie zwycięstwo słynnemu silnikowi Cosworth DFV (ostatnie z 155) podczas Grand Prix USA w Detroit w 1983 roku.
W latach 1984–1988 Alboreto ścigał się dla Ferrari. Był pierwszym Włochem w tym zespole od jedenastu lat. Mistrzostwa w 1984 zakończył na czwartej pozycji, zwyciężając w Austrii. W 1985 roku Alboreto przez cały rok walczył o tytuł z Alainem Prostem, jednak problemy z turbosprężarką w drugiej części sezonu pozbawiły go szans na zwycięstwo. Uplasował się na drugim miejscu z dwoma wygranymi (Grand Prix Kanady oraz Niemiec). Zrezygnował z propozycji przejścia do Williamsa i pozostał w Ferrari. Bolid był bardzo słaby (w przeciwieństwie do Williamsa) i Alboreto nie miał szans na żadną wygraną. W 1989 roku Włoch powrócił do Tyrrella. Pomimo zdobycia podium, kariera Alboreto zaczęła się powoli chylić ku upadkowi. Po ściganiu się w kilku mniejszych zespołach takich jak Larrousse, Footwork i Minardi, odszedł z Formuły 1 z końcem 1994 roku.
Ogółem w swojej karierze F1 wystąpił w 194 wyścigach (co daje mu 10. miejsce na liście wszech czasów); odniósł 5 zwycięstw, natomiast 2 razy startował z pole position.
Po opuszczeniu F1 Alboreto brał udział w wyścigu Indianapolis 500 w 1996 roku. W 1997 roku wraz ze Stefanem Johanssonem i Tomem Kristensenem wygrał 24 Godziny Le Mans w Porsche.
Zginął w czasie testowania sportowego Audi R8. Na niemieckim owalnym torze Lausitzring w pojeździe Włocha pękła opona. Alboreto uderzył w betonową ścianę, doznając śmiertelnych obrażeń głowy.